# Megan Nick
Megan Nick (* 9. Juli 1996 in Shelburne, Vermont) ist eine US-amerikanische Freestyle-Skierin. Sie ist auf die Disziplin Aerials (Springen) spezialisiert.

## Werdegang
Nick startete im Dezember 2013 in Park City erstmals im Nor-Am-Cup und belegte dabei die Plätze zehn und fünf. In der Saison 2015/16 erreichte sie mit sieben Top-Zehn-Platzierungen, darunter je einen dritten und ersten Platz und zwei zweiten Plätzen, den vierten Platz in der Gesamtwertung und den zweiten Rang in der Aerials-Disziplinenwertung. Ihr Debüt im Weltcup hatte sie im Januar 2017 in Lake Placid, das sie auf dem 23. Platz beendete. In der Saison 2019/20 kam sie bei allen fünf Weltcupteilnahmen unter die ersten Zehn. Dabei erreichte sie mit jeweils Platz zwei im Deer Valley Resort und in Almaty ihre ersten Podestplatzierungen im Weltcup und zum Saisonende den vierten Platz im Aerials-Weltcup.

## Erfolge

### Weltcupwertungen
| Saison  | Gesamt | Gesamt | Aerials | Aerials |
| Saison  | Platz  | Punkte | Platz   | Punkte  |
| ------- | ------ | ------ | ------- | ------- |
| 2016/17 | 159.   | 3,71   | 32.     | 26      |
| 2017/18 | 188.   | 1,83   | 36.     | 11      |
| 2018/19 | 48.    | 25     | 10.     | 125     |
| 2019/20 | 24.    | 36,29  | 4.      | 254     |

### Nor-Am Cup
- Saison 2015/16: 2. Aerials-Disziplinenwertung
- 8 Podestplätze, davon 3 Siege